# خويذة
خُوَيْذَة جنس صغير من الرخويات البحرية ذات الصدفتين ذات الصلة ببنات الخلول. الجنس هو العضو الوحيد في فصيلته. موطن أنواعه المعروفة أخوار الأنهر الصينية والهندية. أصدافها قريبة الشكل بالخوذة. مصاريعها متساوية. مفصلاتها مسننة. أسنانها الداخلية قصيرة. لحومها كاعنة الصنف.